# Mistrovství Evropy v basketbalu žen 1938
1. mistrovství Evropy v basketbalu žen proběhlo v dnech 12. – 16. 10. v Římě v Itálii.
Turnaje se zúčastnilo pět družstev. Hrálo systémem každý s každým. Mistrem Evropy se stalo družstvo Itálie.

## Výsledky a tabulka
|    |           | ITA   | LIT   | POL   | FRA   | SUI   | V | P | Skóre  | B |
| 1. | Itálie    | ***   | 21:23 | 27:19 | 34:18 | 58:8  | 3 | 1 | 140:68 | 8 |
| 2. | Litva     | 23:21 | ***   | 21:24 | 20:14 | 28:10 | 3 | 1 | 92:69  | 8 |
| 3. | Polsko    | 19:27 | 24:21 | ***   | 24:19 | 34:6  | 3 | 1 | 101:73 | 8 |
| 4. | Francie   | 18:34 | 14:20 | 19:24 | ***   | 43:18 | 1 | 3 | 94:96  | 5 |
| 5. | Švýcarsko | 18:34 | 10:28 | 6:34  | 18:43 | ***   | 0 | 4 | 42:163 | 4 |

## Soupisky
1. Itálie
| - Bruna Bertolini - Nerina Bertolini - Giovanna Bortolato - Elsa Cenci | - Vittoria Ceriana -Mayneri - Anita Falcidieno - Annamaria Giotto | - Pia Punter - Flaminia Theodoli - Piera Verri |

3. Polsko
| - Halina Bruszkeiwicz - Irena Brzustowska -Proszynska - Helena Filipiak -Wozniakiewicz | - Jadwiga Glazewska - Helena Gruszczynska - Edyta Holfeier -Kozlowska | - Irena Jaznicka - Zdzislawa Wiszniewska -Bednarek - Helena Woynarowska |